# Elliptisk träningsmaskin

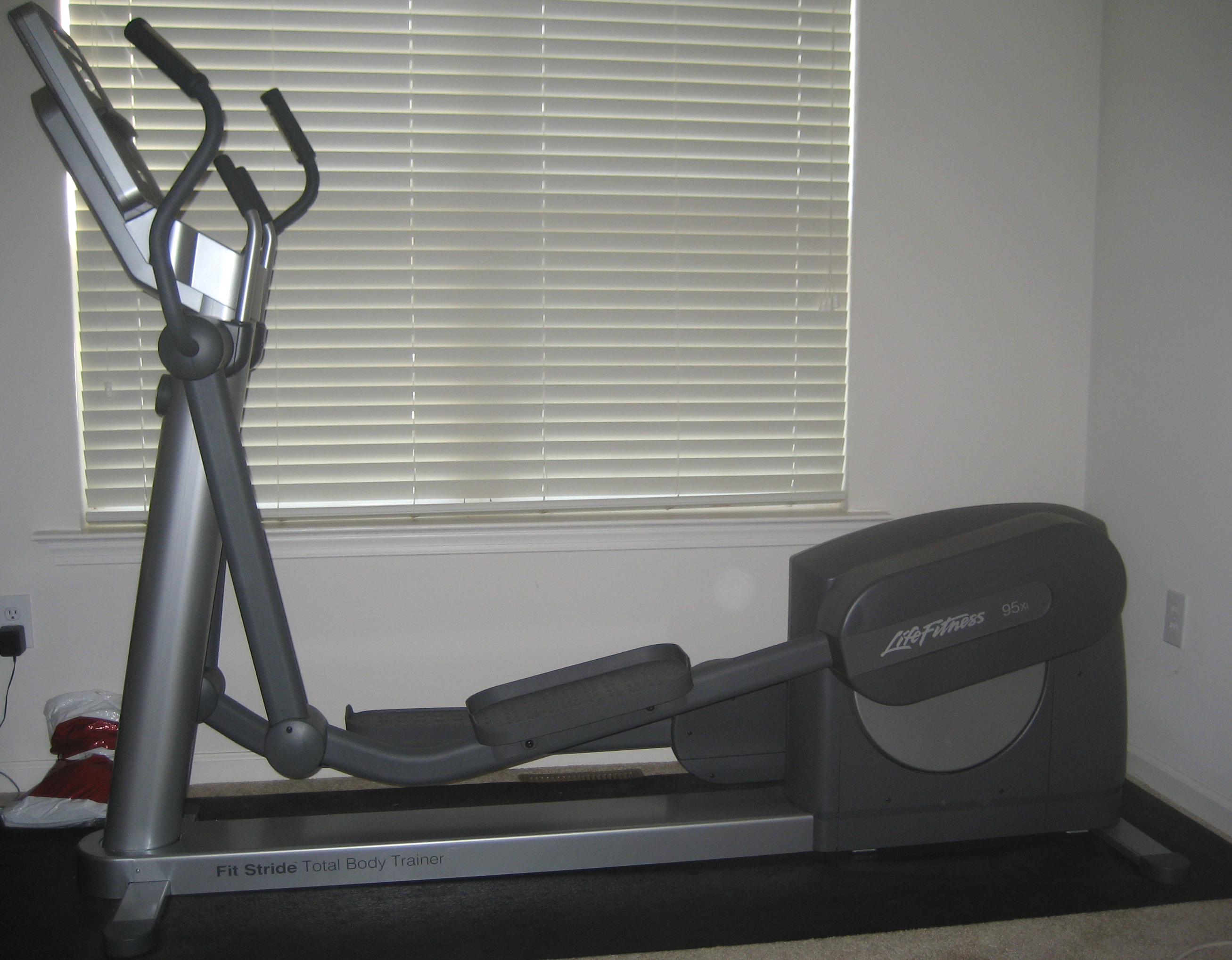
Kommersiell elliptisk träningsmaskin (rear drive version)

En elliptisk träningsmaskin eller cross-trainer är en stationär träningsmaskin som simulerar trappklättring, gång, eller löpning på ett sådant sätt att häftig belastning på lederna minimeras och därmed risk för stötskador, detta medför att personer med vissa skador kan använda maskinen för att bibehålla god fysik utan att risk för försämring.
Ej att förväxlas med cross-training som är en träningsform (i grupp) som bedrivs på gym.